# 旺塞
旺塞（法語：Vancé，法語發音：[vɑ̃se]）是法国萨尔特省的一个市镇，属于马梅尔斯区。

## 地理
旺塞（47°49'57"N, 0°38'47"E）面积12.47 平方千米，位于法国卢瓦尔河地区大区萨尔特省，该省份为法国西北部内陆省份，北起顺时针与奥恩省、厄尔-卢瓦省、卢瓦-谢尔省、安德尔-卢瓦尔省、曼恩-卢瓦尔省和马耶讷省接壤，是法国大西部的入口，连接卢瓦尔河谷、布列塔尼和巴黎盆地。
与旺塞接壤的市镇（或旧市镇、城区）包括：布赖河畔贝塞、拉沙佩勒于翁、瓦勒代唐松、卢瓦昂瓦莱。

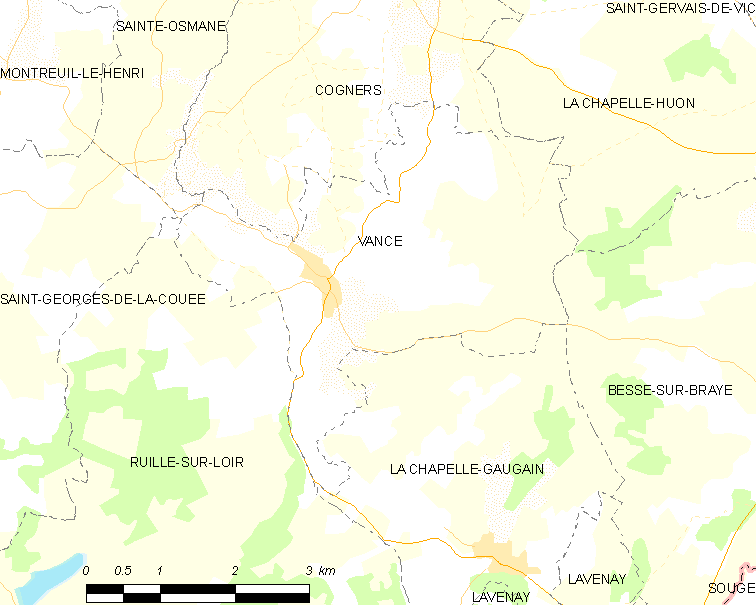
旺塞的OSM定位图

旺塞的时区为UTC+01:00、UTC+02:00（夏令时）。

## 行政
旺塞的邮政编码为72310，INSEE市镇编码为72368。

## 政治
旺塞所属的省级选区为圣卡莱县。

## 人口

1962-2008年间旺塞人口变化图示

旺塞于2022年1月1日时的人口数量为287人。